# Caille
Caille é uma comuna francesa na região administrativa da Provença-Alpes-Costa Azul, no departamento Alpes Marítimos. Estende-se por uma área de 16,96 km², com 220 habitantes, segundo os censos de 1999, com uma densidade de 12 hab/km².